# Gran Premio di superbike di Magny-Cours 2013
Il Gran Premio di Superbike di Magny-Cours 2013 è stata la tredicesima prova su quattordici del campionato mondiale Superbike 2013, è stato disputato il 6 ottobre sul circuito di Magny-Cours e in gara 1 ha visto la vittoria di Tom Sykes davanti a Sylvain Guintoli e Eugene Laverty, lo stesso pilota si è ripetuto anche in gara 2, davanti a Eugene Laverty e Sylvain Guintoli.
La vittoria nella gara valevole per il campionato mondiale Supersport 2013 è stata ottenuta da Kenan Sofuoğlu; con il secondo posto ottenuto nella gara, il pilota britannico Sam Lowes ha avuto la certezza matematica del titolo iridato piloti.

## Risultati

### Gara 1

#### Arrivati al traguardo[4]
| Pos. | Nº | Pilota            | Squadra                  | Motocicletta           | Giri | Tempo     | Griglia | Punti |
| ---- | -- | ----------------- | ------------------------ | ---------------------- | ---- | --------- | ------- | ----- |
| 1º   | 66 | Tom Sykes         | Kawasaki Racing          | Kawasaki ZX-10R        | 18   | 29:38.830 | 1º      | 25    |
| 2º   | 50 | Sylvain Guintoli  | Aprilia Racing           | Aprilia RSV4 Factory   | 18   | +0:02.146 | 2º      | 20    |
| 3º   | 58 | Eugene Laverty    | Aprilia Racing           | Aprilia RSV4 Factory   | 18   | +0:10.643 | 4º      | 16    |
| 4º   | 34 | Davide Giugliano  | Althea Racing            | Aprilia RSV4 Factory   | 18   | +0:15.687 | 3º      | 13    |
| 5º   | 33 | Marco Melandri    | BMW Motorrad GoldBet     | BMW S1000 RR           | 18   | +0:23.573 | 7º      | 11    |
| 6º   | 51 | Michele Pirro     | Ducati Alstare           | Ducati 1199 Panigale R | 18   | +0:33.848 | 10º     | 10    |
| 7º   | 84 | Michel Fabrizio   | Pata Honda               | Honda CBR1000RR        | 18   | +0:37.599 | 5º      | 9     |
| 8º   | 91 | Leon Haslam       | Pata Honda               | Honda CBR1000RR        | 18   | +0:37.903 | 15º     | 8     |
| 9º   | 86 | Ayrton Badovini   | Ducati Alstare           | Ducati 1199 Panigale R | 18   | +0:38.181 | 6º      | 7     |
| 10º  | 57 | Lorenzo Lanzi     | Mesaroli Transports A.S. | Ducati 1098R           | 18   | +0:51.604 | 14º     | 6     |
| 11º  | 44 | David Salom       | Kawasaki Racing          | Kawasaki ZX-10R        | 18   | +0:54.742 | 13º     | 5     |
| 12º  | 23 | Federico Sandi    | Team Pedercini           | Kawasaki ZX-10R        | 18   | +1:03.442 | 17º     | 4     |
| 13º  | 52 | Vincent Philippe  | Fixi Crescent Suzuki     | Suzuki GSX-R1000       | 18   | +1:07.176 | 9º      | 3     |
| 14º  | 32 | Fabrizio Lai      | MR-Racing                | Ducati 1199 Panigale R | 18   | +1:24.850 | 18º     | 2     |
| 15º  | 31 | Vittorio Iannuzzo | Grillini Dentalmatic     | BMW S1000 RR           | 16   | +2 giri   | 19º     | 1     |

#### Ritirati
| Nº | Pilota         | Squadra              | Motocicletta         | Giri | Griglia |
| -- | -------------- | -------------------- | -------------------- | ---- | ------- |
| 8  | Mark Aitchison | Team Pedercini       | Kawasaki ZX-10R      | 18   | 16º     |
| 24 | Toni Elías     | Red Devils Roma      | Aprilia RSV4 Factory | 15   | 11º     |
| 16 | Jules Cluzel   | Fixi Crescent Suzuki | Suzuki GSX-R1000     | 2    | 12º     |
| 19 | Chaz Davies    | BMW Motorrad GoldBet | BMW S1000 RR         | 2    | 8º      |

### Gara 2

#### Arrivati al traguardo[5]
| Pos. | Nº | Pilota           | Squadra                  | Motocicletta           | Giri | Tempo     | Griglia | Punti |
| ---- | -- | ---------------- | ------------------------ | ---------------------- | ---- | --------- | ------- | ----- |
| 1º   | 66 | Tom Sykes        | Kawasaki Racing          | Kawasaki ZX-10R        | 21   | 34:36.149 | 1º      | 25    |
| 2º   | 58 | Eugene Laverty   | Aprilia Racing           | Aprilia RSV4 Factory   | 21   | +0:11.091 | 4º      | 20    |
| 3º   | 50 | Sylvain Guintoli | Aprilia Racing           | Aprilia RSV4 Factory   | 21   | +0:11.337 | 2º      | 16    |
| 4º   | 34 | Davide Giugliano | Althea Racing            | Aprilia RSV4 Factory   | 21   | +0:23.008 | 3º      | 13    |
| 5º   | 19 | Chaz Davies      | BMW Motorrad GoldBet     | BMW S1000 RR           | 21   | +0:25.724 | 8º      | 11    |
| 6º   | 52 | Vincent Philippe | Fixi Crescent Suzuki     | Suzuki GSX-R1000       | 21   | +0:34.762 | 9º      | 10    |
| 7º   | 33 | Marco Melandri   | BMW Motorrad GoldBet     | BMW S1000 RR           | 21   | +0:36.219 | 7º      | 9     |
| 8º   | 24 | Toni Elías       | Red Devils Roma          | Aprilia RSV4 Factory   | 21   | +0:40.957 | 11º     | 8     |
| 9º   | 57 | Lorenzo Lanzi    | Mesaroli Transports A.S. | Ducati 1098R           | 21   | +0:43.713 | 14º     | 7     |
| 10º  | 86 | Ayrton Badovini  | Ducati Alstare           | Ducati 1199 Panigale R | 21   | +0:53.188 | 6º      | 6     |
| 11º  | 44 | David Salom      | Kawasaki Racing          | Kawasaki ZX-10R        | 21   | +0:56.251 | 13º     | 5     |
| 12º  | 8  | Mark Aitchison   | Team Pedercini           | Kawasaki ZX-10R        | 21   | +1:04.048 | 16º     | 4     |
| 13º  | 23 | Federico Sandi   | Team Pedercini           | Kawasaki ZX-10R        | 21   | +1:04.243 | 17º     | 3     |
| 14º  | 16 | Jules Cluzel     | Fixi Crescent Suzuki     | Suzuki GSX-R1000       | 21   | +1:10.346 | 12º     | 2     |
| 15º  | 32 | Fabrizio Lai     | MR-Racing                | Ducati 1199 Panigale R | 21   | +1:29.441 | 18º     | 1     |

#### Ritirati
| Nº | Pilota            | Squadra              | Motocicletta           | Giri | Griglia |
| -- | ----------------- | -------------------- | ---------------------- | ---- | ------- |
| 84 | Michel Fabrizio   | Pata Honda           | Honda CBR1000RR        | 13   | 5º      |
| 31 | Vittorio Iannuzzo | Grillini Dentalmatic | BMW S1000 RR           | 12   | 19º     |
| 91 | Leon Haslam       | Pata Honda           | Honda CBR1000RR        | 7    | 15º     |
| 51 | Michele Pirro     | Ducati Alstare       | Ducati 1199 Panigale R | 2    | 10º     |

### Supersport

#### Arrivati al traguardo
| Pos. | Nº  | Pilota               | Squadra                       | Motocicletta     | Giri | Tempo     | Griglia | Punti |
| ---- | --- | -------------------- | ----------------------------- | ---------------- | ---- | --------- | ------- | ----- |
| 1º   | 54  | Kenan Sofuoğlu       | MAHI Racing Team India        | Kawasaki ZX-6R   | 20   | 34'07.601 | 1º      | 25    |
| 2º   | 11  | Sam Lowes            | Yakhnich Motorsport           | Yamaha YZF R6    | 20   | + 0.299   | 2º      | 20    |
| 3º   | 21  | Christian Iddon      | ParkinGo MV Agusta Corse      | MV Agusta F3 675 | 20   | + 0.622   | 3º      | 16    |
| 4º   | 99  | Fabien Foret         | MAHI Racing Team India        | Kawasaki ZX-6R   | 20   | +13.168   | 18º     | 13    |
| 5º   | 32  | Sheridan Morais      | Team Goeleven                 | Kawasaki ZX-6R   | 20   | +13.483   | 5º      | 11    |
| 6º   | 60  | Michael van der Mark | Pata Honda                    | Honda CBR600RR   | 20   | +13.900   | 8º      | 10    |
| 7º   | 26  | Lorenzo Zanetti      | Pata Honda                    | Honda CBR600RR   | 20   | +14.363   | 7º      | 9     |
| 8º   | 91  | Roberto Tamburini    | Team Lorini                   | Honda CBR600RR   | 20   | +14.748   | 4º      | 8     |
| 9º   | 65  | Vladimir Leonov      | Yakhnich Motorsport           | Yamaha YZF R6    | 20   | +24.989   | 11º     | 7     |
| 10º  | 25  | Alex Baldolini       | Suriano Racing                | Suzuki GSX-R600  | 20   | +27.754   | 12º     | 6     |
| 11º  | 4   | Jack Kennedy         | Rivamoto                      | Honda CBR600RR   | 20   | +32.396   | 20º     | 5     |
| 12º  | 5   | Raffaele De Rosa     | Team Lorini                   | Honda CBR600RR   | 20   | +32.977   | 14º     | 4     |
| 13º  | 55  | Massimo Roccoli      | Pata by Martini               | Yamaha YZF R6    | 20   | +37.785   | 15º     | 3     |
| 14º  | 88  | Kevin Coghlan        | Kawasaki DMC-Lorenzini        | Kawasaki ZX-6R   | 20   | +38.295   | 10º     | 2     |
| 15º  | 9   | Luca Scassa          | Kawasaki Intermoto Ponyexpres | Kawasaki ZX-6R   | 20   | +39.159   | 19º     | 1     |
| 16º  | 17  | Ronan Quarmby        | Prorace                       | Honda CBR600RR   | 20   | +42.088   | 16º     |       |
| 17º  | 66  | Danny Webb           | PTR Honda                     | Honda CBR600RR   | 20   | +54.804   | 6º      |       |
| 18º  | 87  | Luca Marconi         | PTR Honda                     | Honda CBR600RR   | 20   | +59.704   | 26º     |       |
| 19º  | 59  | Alex Schacht         | Racing Team Toth              | Honda CBR600RR   | 20   | +1'00.305 | 23º     |       |
| 20º  | 34  | Balázs Németh        | Complus SMS Racing            | Honda CBR600RR   | 20   | +1'00.698 | 25º     |       |
| 21º  | 10  | Imre Tóth            | Racing Team Toth              | Honda CBR600RR   | 20   | +1'09.113 | 24º     |       |
| 22º  | 15  | Corey Alexander      | Honda PTR                     | Honda CBR600RR   | 20   | +1'23.616 | 27º     |       |
| 23º  | 161 | Alexey Ivanov        | Kawasaki DMC-Lorenzini        | Kawasaki ZX-6R   | 19   | +1 giro   | 30º     |       |
| 24º  | 24  | Eduard Blokhin       | Rivamoto                      | Honda CBR600RR   | 19   | +1 giro   | 31º     |       |

#### Ritirati
| Nº | Pilota           | Squadra                       | Motocicletta     | Giri | Griglia |
| -- | ---------------- | ----------------------------- | ---------------- | ---- | ------- |
| 7  | Nacho Calero     | Honda PTR                     | Honda CBR600RR   | 20   | 28º     |
| 49 | Matthieu Lagrive | Kawasaki Intermoto Ponyexpres | Kawasaki ZX-6R   | 19   | 21º     |
| 38 | Lee Johnston     | Honda PTR                     | Honda CBR600RR   | 19   | 22º     |
| 47 | Roberto Rolfo    | ParkinGo MV Agusta Corse      | MV Agusta F3 675 | 12   | 13º     |
| 84 | Riccardo Russo   | Puccetti Racing Kawasaki      | Kawasaki ZX-6R   | 9    | 9º      |
| 40 | Brodie Waters    | AARK Racing                   | Honda CBR600RR   | 8    | 29º     |
| 20 | Mathew Scholtz   | Suriano Racing                | Suzuki GSX-R600  | 1    | 17º     |